# Treiten
Treiten, appelée anciennement en français Treiteron, est une commune suisse du canton de Berne, située dans l'arrondissement administratif du Seeland.